# Ферекратей
Ферекратівський вірш (також Ферекратів вірш, Ферекратей або Ферекратій) — вірш античної метрики, названий на честь давньо-грецького поета і комедіографа Ферекрата (друга половина V століття до н. е.).
Ферекратівський вірш належить до логаедів і являє собою два трохея в з'єднанні з дактилем, який може бути на першому або на другому місці:
- Ферекратівський вірш I: «-UU | -U | -U»;
- Ферекратівський вірш II: «-U | -UU | -U».